# Marciano (cidadão da Venécia)
Marciano (em latim: Marcianus) foi um romano do século VI. Era um proeminente cidadão na Venécia, na Itália. Viveu numa fortaleza próximo de Verona e provavelmente na primavera de 542 planejou entregar a cidade ao exército bizantino liderado por Constanciano e persuadiu um guarda a abrir os portões.